# Celosia virgata
Celosia virgata är en amarantväxtart som beskrevs av Nikolaus Joseph von Jacquin. Celosia virgata ingår i släktet celosior, och familjen amarantväxter. Inga underarter finns listade i Catalogue of Life.